# Coburger Fuchsschaf
Coburger Fuchsschaf (còn được gọi là Coburg Fox Sheep) là giống cừu nội địa của Đức. Nó được đặc trưng bởi màu nâu đỏ đến vàng của nó, mà là rõ rệt nhất lúc sinh, nhưng vẫn còn ở đầu và chân ở cừu trưởng thành. Nhiều loài động vật cũng có sọc lưng.
Từ thế kỷ XIX đến đầu thế kỷ XX, giống cừu này rất phong phú. Tuy nhiên, sau Thế Chiến II, Coburger Fuchsschaf đã gần như tuyệt chủng. Ngày nay, đàn của giống cừu này chủ yếu được sử dụng để bảo tồn cảnh quan.

## Lịch sử
Sau Thế Chiến II, một nhà lai tạo người Đức đã công bố những đặc điểm tích cực của Coburger Fuchsschaf. Mối quan tâm mới này đã đặt nền tảng cho sự tồn tại liên tục của giống cừu này. Vào đầu những năm 1980, chỉ có hai giống cừu đăng ký của Coburger Fuchsschaf. Đến năm 1993, đã có 34 nhà lai tạo và hơn 1.200 con giống và hơn 50 con giống. Loài này đã được chính thức công nhận vào năm 1996.
Tiêu chuẩn giống
Năm 1982, các tiêu chuẩn giống sau đã được áp dụng.
Cừu đực - 80 đến 100 kg (180 đến 220 lb)
Cừu cái - 60 đến 75 kg (132 đến 165 lb)
Cả hai giới đều không có sừng
Chân đều có màu vàng hoặc nâu đỏ và không có lông
Tai rộng và dài
Đầu nhìn sang trọng với một mũi La Mã nhẹ.

## Đặc điểm
Coburger Fuchsschaf có màu nâu (không màu) với đầu đỏ. Cừu đực trưởng thành nặng khoảng 80 kg (180 lb) và ewes 70 kg (150 lb). Đo tại vai, cừu đực phát triển có chiều cao đến 80 cm (31 in) và cừu cái cao đến 70 cm (28 in). Trung bình, con cái có hai con cừu mỗi lứa đẻ. Cừu đực sản xuất từ 4 đến 5 kg (8,8 đến 11,0 lb) lông và cừu cái sản xuất từ 3 đến 4 kg (6,6 đến 8,8 lb) lông cừu mỗi năm.